# 舱外机动装置
舱外机动装置（Extravehicular Mobility Unit，EMU）是一种航天服，可为在地球轨道上执行舱外活动的宇航员提供保护。該航天服于1981年推出，目前是国际空间站宇航员使用的两种宇航服之一，另一种是俄罗斯的海鹰航天服。宇航员在進行舱外活动前必须预呼吸大约四个小时。 